# Ray Nayler
Ray Nayler (* 5. června 1976 Québec, Kanada) je kanadsko-americký spisovatel a diplomat. Je autorem básní, povídek, románů, cestopisů. Proslavil se svým prvním sci-fi románem Mountain in the Sea.

## Život a dílo
Narodil se v Desbiens v Quebecku, ale vyrůstal v Kalifornii. Navštěvoval Kalifornskou univerzitu v Santa Cruz, kde studoval moderní literaturu a sémiotiku a obdržel titul Bachelor of Arts (BA). Titul Master of Arts (MA) získlal v oboru globální diplomacie z Centra pro mezinárodní studia a diplomacii na SOAS, University of London. Téměř polovinu svého života žil a pracoval mimo Spojené státy americké v zahraniční službě, v mírových sborech a v mezinárodním rozvoji. Působil v Rusku, Turkmenistánu, Tádžikistánu, Kazachstánu, Kyrgyzstánu, Afghánistánu, Ázerbájdžánu, Vietnamu a Kosovu jako důstojník zahraniční služby, dobrovolník Mírových sborů a mezinárodní rozvojový pracovník. Byl úředníkem pro životní prostředí, vědu, technologie a zdraví na americkém konzulátu v Ho Či Minově Městě. Naposledy působil jako mezinárodní poradce Úřadu národních mořských útočišť při Národní správě oceánů a atmosféry a jako diplomatický kolega a hostující vědec na Institutu pro mezinárodní politiku vědy a technologie Univerzity George Washingtona.
V roce 1996 se začal věnovat psaní, vydával díla různých žánrů. V roce 2001 vydal thriller American Graveyards, sci-fi začal publikovat v roce 2015, na stránkách Asimovovy sci-fi vyšla povídka Mutability, později vyšly povídky v anglicky psaných sci-fi časopisech. V roce 2022 vyšel jeho první sci-fi román Mountain in the Sea (Hora v moři), který získal v roce 2023 cenu Locus. V roce 2024 vydal román The Tusks of Extinction, o rok později vyšel román Where the Axe is Buried.

## Česky vydané knihy
- Hora v moři, 2024 (The Mountain in the Sea, 2022)[7][8]